# Carevo
Carevo (in bulgaro Царево?) è un comune bulgaro situato nel distretto di Burgas di 9 626 abitanti (dati 2009).

## Località
Il comune è formato dall'insieme delle seguenti località:
- Agatopoli (Ahtopol)
- Bălgari
- Brodilovo
- Carevo (sede comunale)
- Fazanovo
- Izgrev
- Kondolovo
- Kosti
- Lozenec
- Rezovo
- Sinemorec
- Varvara
- Velika